# Военная база

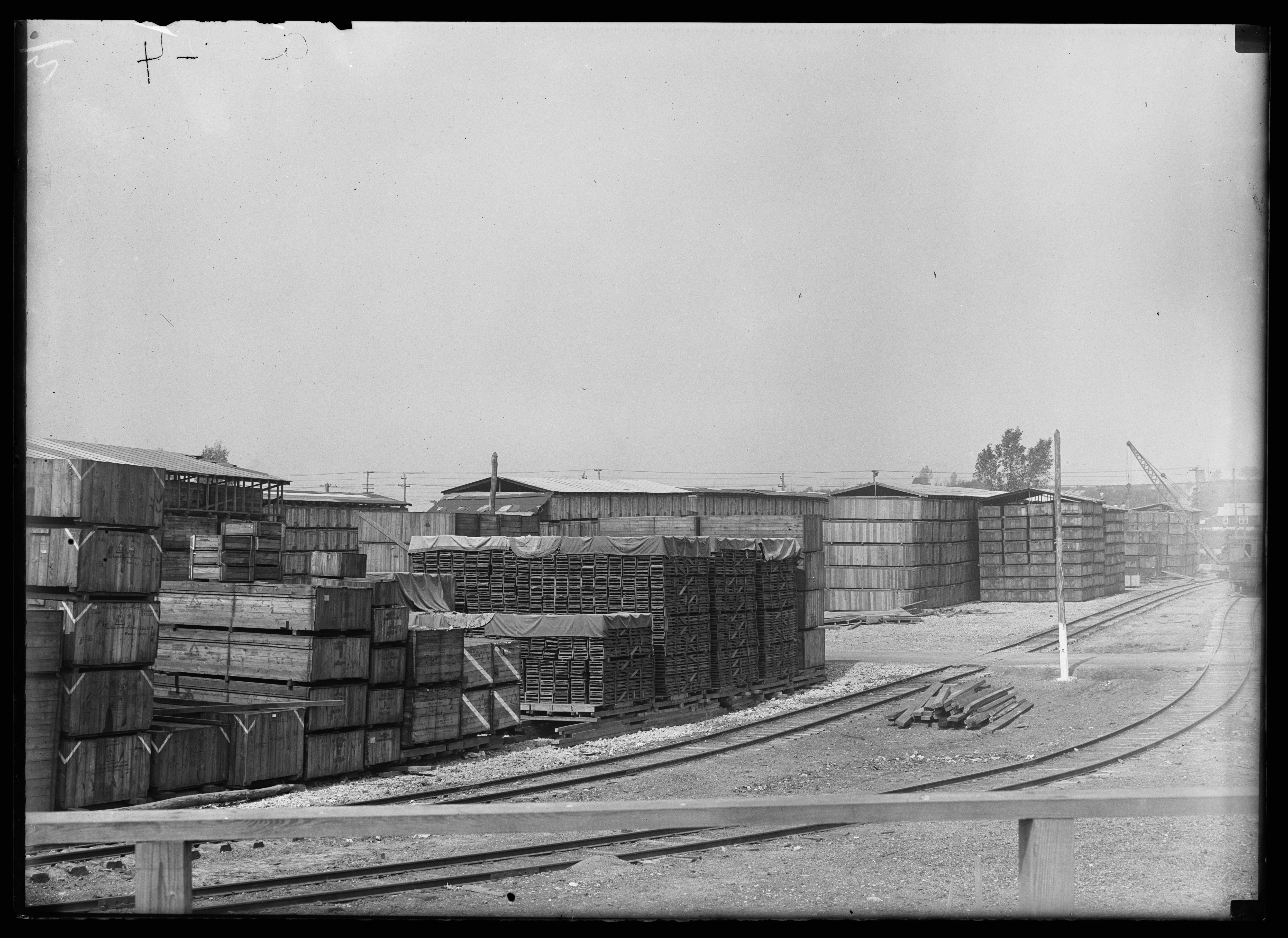
База ВС США Камп или Форт Холабирд, 1923 год.

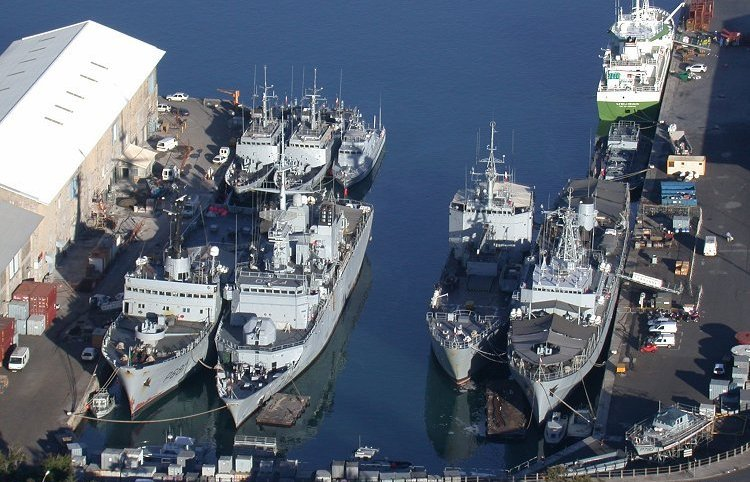
Суда французского флота на военно-морской базе Порт-де-Гале в Реюньоне

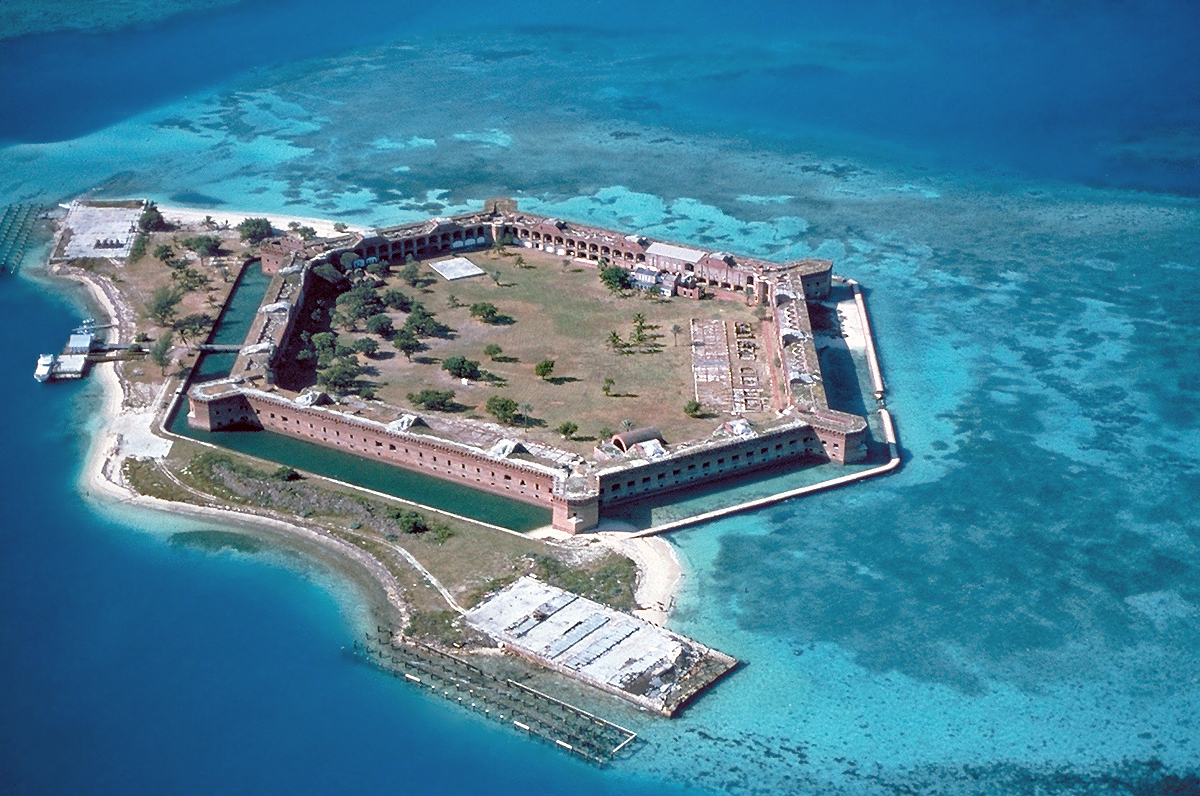
Форт-Джефферсон, США.

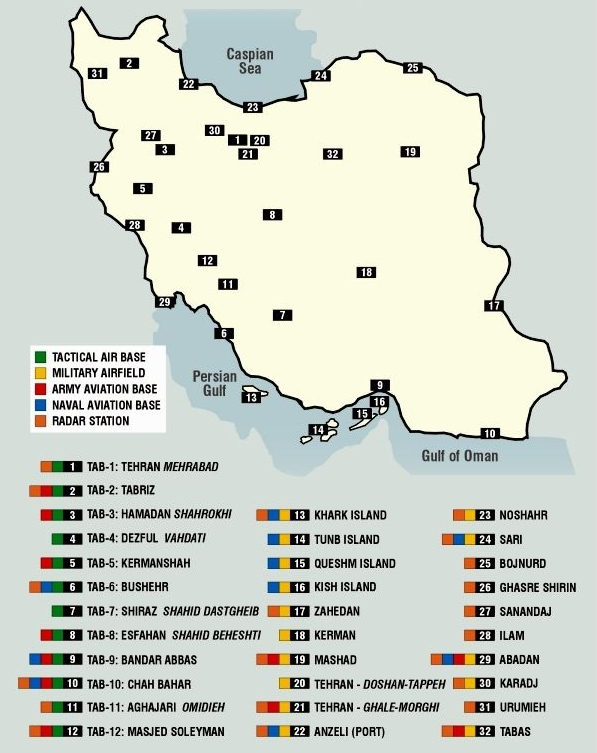
Разные виды военных объектов Ирана — 2002

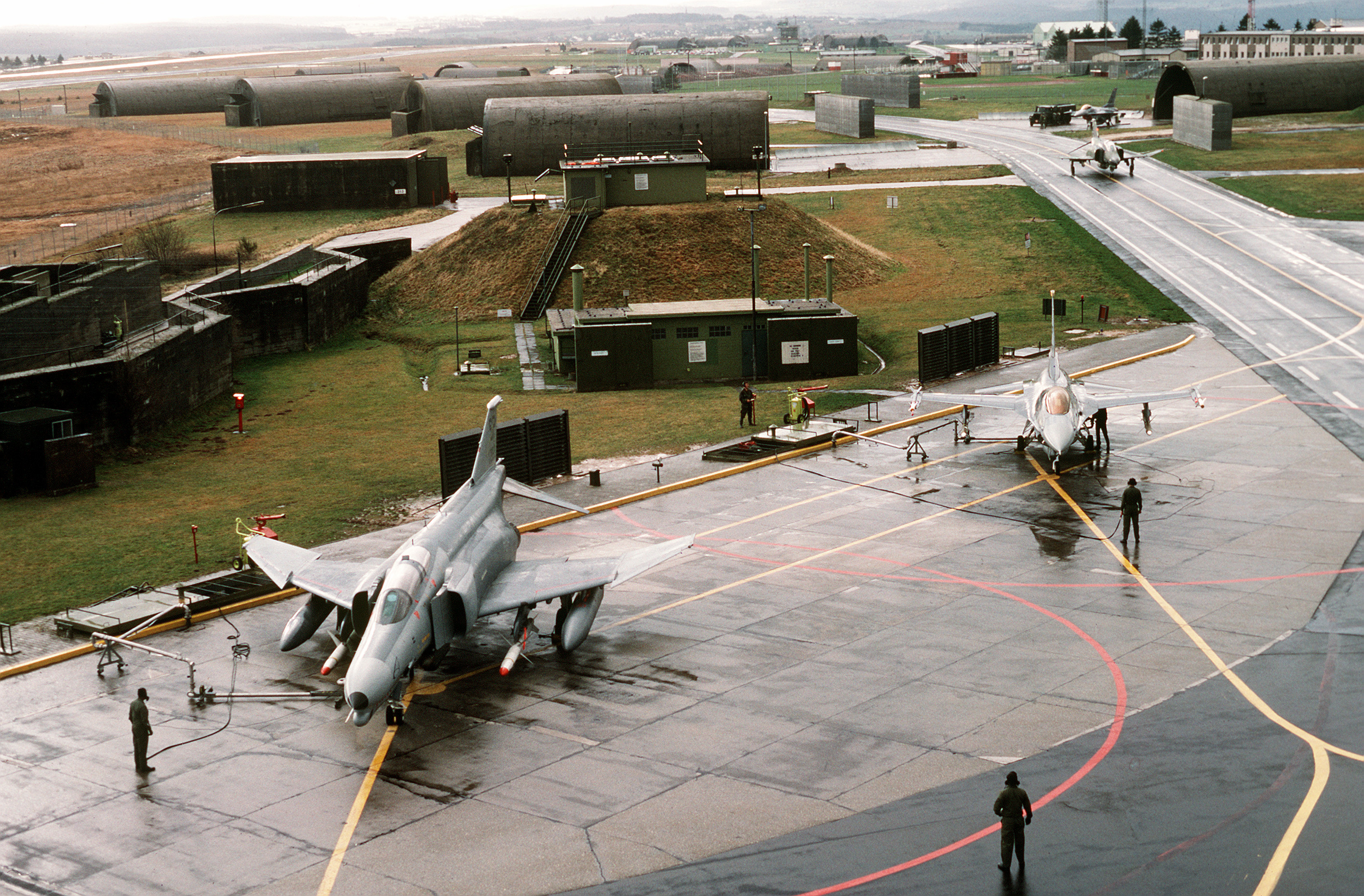
Часть авиабазы в Спангдалеме ВВС США в 1990 году

Военная база, база — специально оборудованная территория (база, лагерь (камп), форт), важная в стратегическом или тактическом отношении, предназначенная для дислокации формирований вооружённых сил какого-либо государства, на своей или оккупированной (арендованной) территории.

## Использование военных баз
Базы являлись главными пунктами для сосредоточивания войск вооружённых сил на войне, где были собраны боевые запасы и припасы. Военные базы используются для размещения одного или нескольких войсковых подразделений, гарнизонов, других родов войск, сил, спецвойск и служб, военной техники и вооружения.
Базы имеют многофункциональное значение: 
- Во-первых, присутствие военной базы в чужом государстве или стране показывает мощь государства (содержание военных баз дорого обходится).
- Во-вторых, военные базы являются гарантом безопасности от государств, враждебных к «государству-хозяйке» военной базы и государству или стране, которая разрешила размещение военной базы на своей территории.
- В-третьих, наличие военных баз на территории чужого государства позволяет с течением времени присвоить данные территории

## Разновидности
- Магазин
- Блокшив
- База (сухопутная база[3])
- Военно-морская база (морская база[4])
- Авиабаза
- Форт
- Военный лагерь
- Военный склад